# Cultuurbibliotheek Brugge
De Cultuurbibliotheek Brugge is een zelfstandige privébibliotheek, verbonden aan het Brugse Sint-Lodewijkscollege en, naast algemene werken, gespecialiseerd in pedagogie en didactiek. De catalogus beschrijft meer dan 100.000 titels (opname midden 2012)

## De Stichter
De Cultuurbibliotheek dankt haar ontstaan aan kanunnik Robrecht Stock (Wingene 1904 - Brugge 2000). Priester van het bisdom Brugge, was hij onder meer leraar godsdienst aan het Koninklijk Atheneum in Brugge en hoofdinspecteur van het vrij onderwijs in het bisdom Brugge (1955-1973).
Het archief van Robrecht Stock wordt in de Cultuurbibliotheek bewaard. Op de website van de bibliotheek kan men een biografische nota en een bibliografie van zijn boeken en artikels vinden, evenals een inventaris van zijn archief.
De concrete organisatie van de bibliotheek berustte vanaf 1964 tot in het begin van de 21ste eeuw in de handen van Walter de Smaele.

## Ontstaan en eerste jaren
Onder de naam Kultuurbibliotheek van West-Vlaanderen werd de bibliotheek opgericht in 1957 (Statuten vzw in Bijlagen van het Belgisch Staatsblad van 9 februari 1957). Kanunnik Stock had het plan opgevat om samen met de provincie West-Vlaanderen een cultureel centrum op te richten, met daarin een bibliotheek.
Ondertussen verzamelde Stock een niet onaanzienlijk aantal boeken, die hij stapelde eerst in een klooster in de Sulferbergstraat, waar hij dagelijks de Mis opdroeg, en vervolgens in het door hem opgerichte 'Huis voor het onderwijs' in de Noordzandstraat (voormalige eigendom van de familie Van Caloen).
Vanaf 1964 begon Walter de Smaele aan de inventarisatie en het organiseren van de bibliotheek. De indeling gebeurde hoofdzakelijk op basis van de vakken in het secundair onderwijs. De manier waarop de boeken werden behandeld verraadde de bibliofiele ingesteldheid van de eigenaar: alle boeken en tijdschriften werden ingebonden en er werd geen etiket of teken op geplakt. In de loop van de jaren verhuisde de bibliotheek naar het Grootseminarie.

## Cultuurbibliotheek
In 1980 werd opnieuw verhuisd, naar het Sint-Lodewijkscollege in de Magdalenastraat (Sint-Andries). Voortaan kon, in ruime lokalen, een passende openstelling worden georganiseerd. Een zaal met kluis werd ingericht voor de goede bewaring van de oude drukken en preciosa, en er kwam een leeszaal. Om verwarring te vermijden met de Provinciale Bibliotheek en Archief Brugge (toen in Sint-Andries gevestigd) werd de naam van Kultuurbibliotheek van West-Vlaanderen gewijzigd in Cultuurbibliotheek
In 1990 richtte kanunnik Stock een tweede vereniging op onder de naam Vereniging Stock-Laureyns voor boek en kultuur (Bijlagen Belgisch Staatsblad 7 november 1991), met als doel aan vorsers de nodige hulp te bieden voor studiën en opzoekingen nopens het verband tussen school, methodiek, didaktiek, cultuur en boek. (Artikel 3). Dit nieuwe initiatief, dat vooral gespijsd werd door fondsen die kanunnik Stock aanbracht, ondersteunde het idee van een centrale bibliotheek voor het onderwijs.
Sedertdien beantwoordde de bibliotheek aan de doelstellingen van elk van de drie eigenaars:
- een schoolbibliotheek voor leerlingen en leerkrachten van het Sint-Lodewijkscollege
- een bibliotheek open voor de levenslange vorming van een groter publiek
- een bibliotheek voor gevorderde studie, meer bepaald in de richting van pedagogie en onderwijs.

Vanaf 1994 trad de bibliotheek in het elektronische tijdperk en werd ze een van de eerste klanten van het BIDOC-programma. Op een nieuwe pc werden de gegevens van een vroeger programma (15778 titels) geconverteerd. Vanaf 1995 beschikte de bibliotheek over een website. In 1996 werd een Pentium-pc in gebruik genomen voor het invoeren van de catalogus. De 486-pc werd toen naar de leeszaal verhuisd voor de raadpleging. Een nieuwe versie (BIDOC 5.00) werd geïnstalleerd samen met een uitleenmodule. Ook nog in 1996 werden de eerste barcodes aangebracht in de boeken (Begin 96/3923). Einde 2003 werd de Windowsversie van BIDOC in gebruik genomen.
De bibliotheek bleef aankopen doen of giften ontvangen, onder meer:
- een administratieve bibliotheek over de provincie West-Vlaanderen (ongeveer 700 vol. over een periode van 1800 tot 1975)
- 500 boeken van L.B. Vanden Bussche
- een groot deel van de bibliotheek van Jan Sissau, inspecteur en stichtend lid van de Vereniging Stock-Laureyns, over klassieke literatuur, geschiedenis en kunst.
- nogal wat boeken uit de bibliotheek van Antoon Viaene.
- boekenreeksen afkomstig uit het Europacollege.
- de bibliotheek van prof. architect-stedenbouwkundige Jan Tanghe.
- de bibliotheek van inspecteur Roger Lesage.
- de bibliotheek en archief van Robrecht Stock, in december 1999, enkele weken voor zijn dood, integraal naar de Cultuurbibliotheek overgebracht.

Op woensdag 2 mei 2012 werd de 100.000ste titel ingevoerd.
De Cultuurbibliotheek heeft ook heel wat tijdschriften geëxcerpeerd en de erin aangetroffen artikels afzonderlijk in de catalogus opgenomen, zodat ze vaak langs die weg makkelijker te vinden zijn.
Eind 2015 gingen de beide verenigingen die eigenaar zijn en beheerders van de Cultuurbibliotheek een fusie aan, onde de naam vzw Cultuurbibliotheek Stock-Laureys. De eerste voorzitter van de nieuwe vereniging werd Koen Seynaeve.

## De bibliotheek naar inhoud

### Algemeen
De Cultuurbibliotheek bezit werk over een brede waaier aan onderwerpen, onder meer:
- de klassieke cultuur van Rome en Hellas (taal, literatuur, kunst en geschiedenis)
- geschiedenis, vooral de 19de en 20ste eeuw (mentaliteitsgeschiedenis, sociale geschiedenis, geo-politiek)
- de Nederlandse taal- en letterkunde (met inbegrip van het Middelnederlands en de dialecten)
- cartografie, speciaal van de Nederlanden
- kunstgeschiedenis
- mundiale vorming en interculturele betrekkingen, met bijzondere aandacht voor China.

Er is in de loop van de jaren een uitgebreide afdeling gegroeid met werken over architectuur, stedenbouw, monumentenzorg, stadsontwikkeling en stadsvernieuwing.
De kunstafdeling van de bibliotheek bezit veel werk over plastische kunsten, podiumkunsten, kunstenaars en kunststromingen.

### Cartografie en oude boeken
De bijzonder plaats die de cartografie in deze bibliotheek inneemt is de weerspiegeling van een levenslange belangstelling vanwege Robrecht Stock. De oude kaarten en atlassen en de studies en werken die ze behandelen zijn systematisch gecatalogeerd. De Tabula Peutingeriana, en 32 andere atlassen, werk van Ludovico Guicciardini, Jodocus Hondius, Sanderus, Gerard Mercator, Joan Blaeu, Ortelius, Johannes van Keulen en andere staan hierbij centraal.
De bibliotheek bezit één incunabel,(gedateerd 1495) met daarnaast een uitgebreide collectie boeken uit de 16de (60 exemplaren), 17de (275 exemplaren) en 18de eeuw (421 exemplaren). De onderwerpen zijn al even uiteenlopend als de belangstelling van Stock groot was.
Onder de oude drukken (voor 1800) zijn te vermelden:
- Vlaamse drukken: Antwerpen 165, Brugge 93, Brussel 106, Gent 95, Ieper 9, Leuven 39.
- Woordenboeken 165
- Geschiedenis van de Nederlanden 76

### Guido Gezelle
De Cultuurbibliotheek heeft zich toegelegd op het verzamelen van publicaties van en over Guido Gezelle. Na het Gezellearchief in de Brugse Openbare Bibliotheek 'Biekorf' is dit waarschijnlijk het belangrijkste en, via de catalogus, ook meest toegankelijke geheel van beschikbare gegevens van en over het werk van de priester-dichter.

### Pedagogie en didactiek
In samenwerking met het Eekhoutcentrum werd speciale aandacht besteed aan vakdidactiek voor leerkrachten uit het secundair onderwijs. Alle vakken komen hierbij aan bod.
De Latijnse en Helleense culturen, voorwerp van grote belangstelling vanwege de stichter, komen in het fonds uitgebreid aan bod. Voorbeeld hiervan de aanzienlijke hoeveelheid werken over het oude Rome, onderverdeeld als volgt:
1. Algemene inleiding
2. Speciale deelgebieden
3. Geschiedenis van de Romeinse Republiek (510 - 31 v.c.)
4. Crisis en ondergang van de Romeinse Republiek (-133 - 31 v. C.)
5. De Romeinse Keizertijd (31 v.  192 n. c.)
6. De rijksgrens van de 3de eeuw n.c.
7. Het laat-antieke Rome

### Strips
De bibliotheek heeft zich al vroeg geïnteresseerd aan de alternatieve- en jeugdcultuur van de stripverhalen.
Ze bezit een collectie stripalbums van 2552 titels (didactische strips en dossiers).

### Archief
De Cultuurbibliotheek bewaart ook archieven (beperkt of uitgebreid):
- Onderwijskundig archief van Robrecht Stock, Alberic Decoene, Arseen Vandevelde, Jan Vandenbulcke, A. Vermeulen, Jan Sissau,
- Geschiedkundig archief van Jan De Cuyper, Gerard De Smet, Antoon Viaene en Cyriel Delaere.

## Lokalen
Op 15 maart 2013 werd een ruim en nieuw gebouw ingehuldigd, binnen het complex van het Sint-Lodewijkscollege. Naast een groot auditorium en andere lokalen, is een aanzienlijke ruimte voorbehouden voor de Cultuurbibliotheek. De beschikbaarheid van het boekenfonds en de uitbreidingsmogelijkheden zijn er aanzienlijk door vergroot.